# Elisabeth Strouven

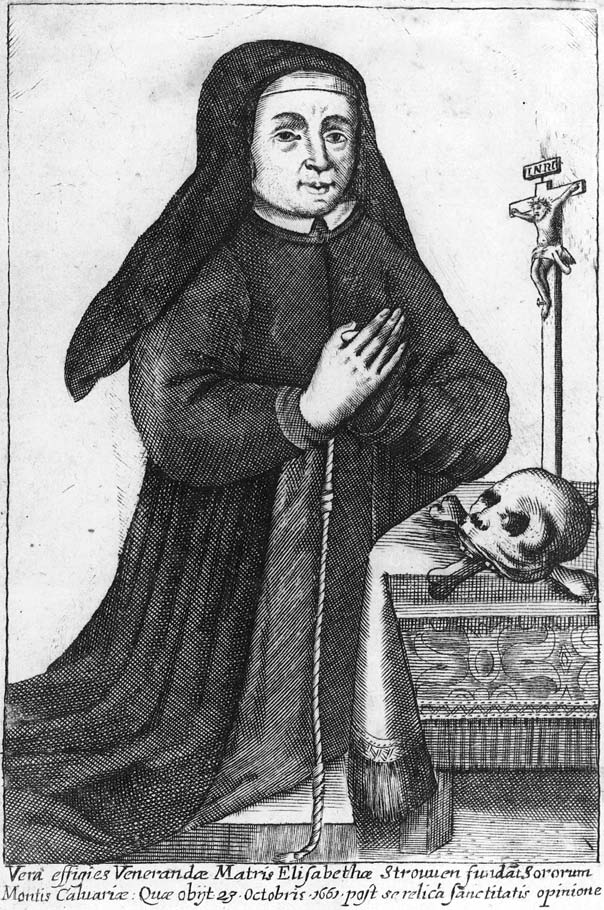
Bidprentje van Elisabeth Strouven, 17e eeuw?

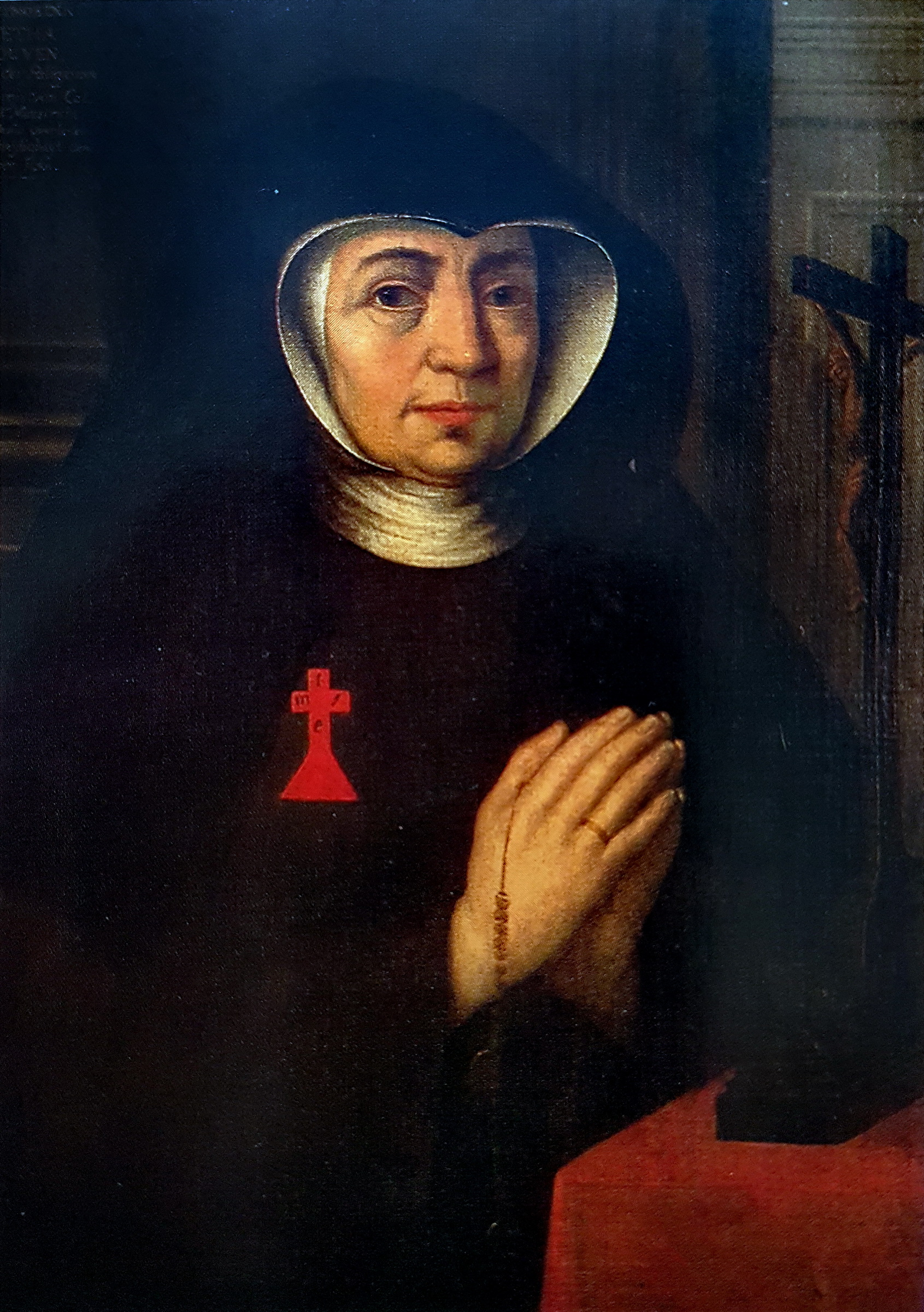
Postuum geschilderd portret, gebaseerd op het bidprentje

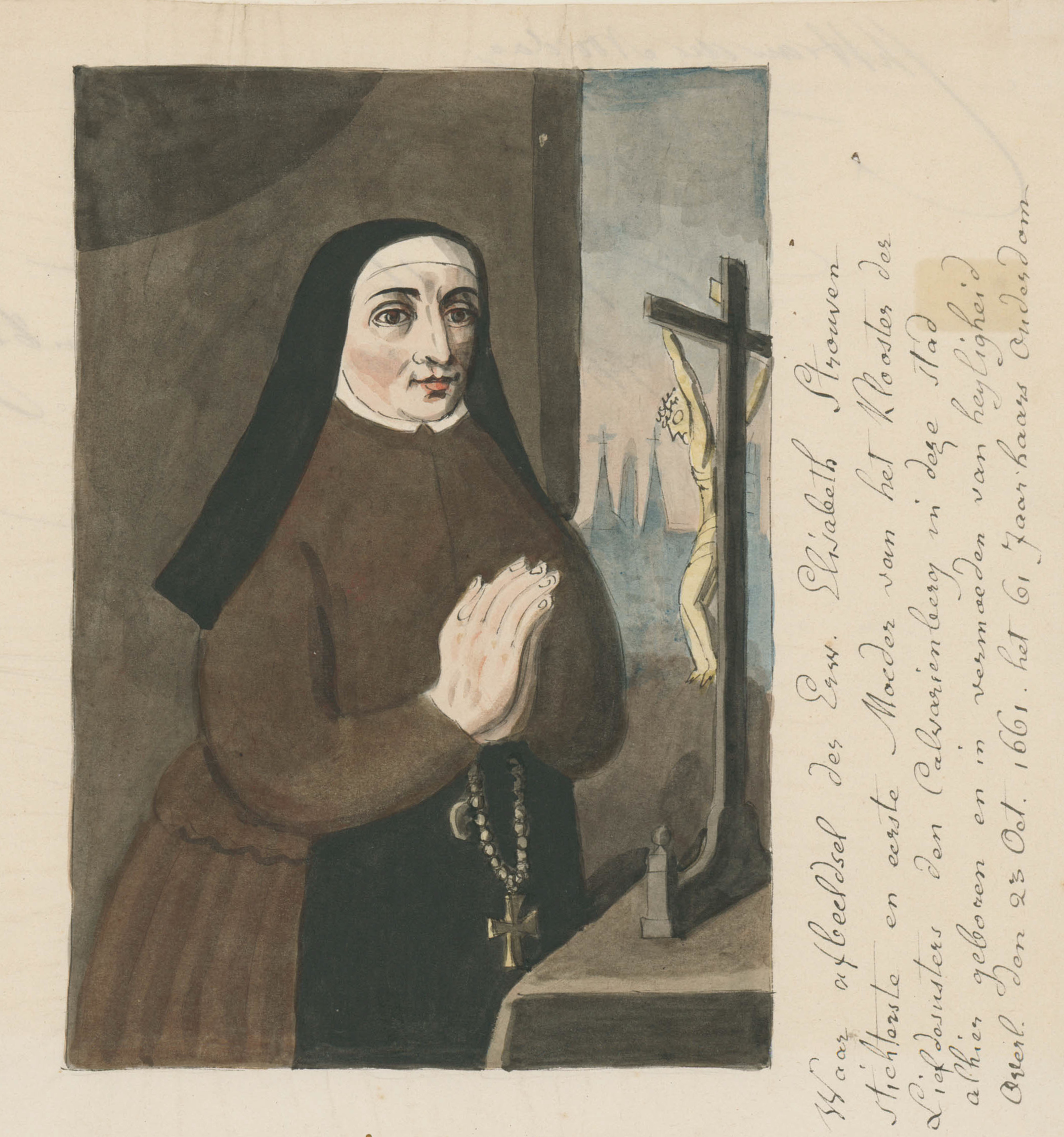
Elisabeth Strouven (tekening Ph. van Gulpen, 1852)

Elisabeth Strouven (Maastricht, 24 januari 1600 - Maastricht, 23 oktober 1661) was een stichteres van het klooster Calvariënberg en was schrijfster van een autobiografie.

## Geschiedenis

### Jeugdjaren
Strouven werd in het huis “In de Leersse” (hoek Maastrichter Brugstraat - Kersenmarkt) in Maastricht geboren in 1600 als vierde en jongste dochter van de schoenmaker Petrus Strouven (-1640) en Ida Beckers (-1606/1607). Tot 1632 was Maastricht deel van de Spaanse Nederlanden en werd het katholieke geloof openlijk beleden. Ze kreeg voor die tijd een goede opleiding en kreeg allereerst les aan een kloosterschool in de stad. In een latere periode kreeg zij les van een klop en een schoolmeester en nog weer later leerde ze Frans in de stad Luik. Toen ze eenmaal weer terug was in Maastricht werd haar naaien en kantklossen geleerd.
Vanaf Strouvens veertiende werkte ze in haar vaders huishouden en hielp ze klanten in de schoenmakerij. Haar vader was na het overlijden van haar moeder hertrouwd, maar ze kon met haar stiefmoeder slecht opschieten. Ook lag haar het met de klanten in de schoenmakerij omgaan niet.
Rond haar zestiende verliet ze het ouderlijk huis. Ze kwam toen in dienst bij een weduwnaar als kindermeisje, totdat het kind dat ze verzorgde stierf. Daarna ging ze wonen bij een oudere weduwe. Rond haar eenentwintigste ging ze zelfstandig wonen. Het duurde niet lang voordat zij andere vrouwen in huis ging nemen, waaronder ook haar zus Maria. Geld verdiende ze met het verrichten van naaiwerk en later door het beginnen van een kostschool. Strouven gebruikte een groot deel van haar tijd aan gebeden en het mediteren in de kerk, waarbij ze ondersteund werd door een jezuïet. In wat zij deed leek haar leven sterk op dat van kloppen, maar zo wilde ze niet genoemd worden omdat zij zich ergerde aan de situatie dat kloppen vaak op bezoek gingen bij hun biechtvaders.

### Een goddelijke opdracht
In 1623 werd Strouven ingekleed in een lekenorde, de Derde Orde van Sint-Franciscus. Ze kreeg toen geestelijke begeleiding van Georgius Danco die de overste was van het Maastrichtse minderbroedersklooster. Het was echter de minderbroeder Jacobus Farzijn die de meeste invloed op haar had. Door hem kon ze haar kostschool sluiten en stelde ze haar leven volledig in teken van het geloof.
In 1628 ging Strouven, samen met vijf andere ongehuwde vrouwen, wonen in een huis aan de Calvariestraat in het Kommelkwartier om daar een godgewijd leven te gaan leiden. Tevens verpleegden ze zieke vrouwen, zoals de riskante verpleging van pestslachtoffers. Voor de vrouwen stond het lijden van Christus centraal en daarom noemden ze de gemeenschap Calvariënberg. Strouven koos er voor om zich niet bij een bestaande kloosterorde aan te sluiten, omdat zij daar niet de ruimte had om aan charitas te doen. Dat betekende echter wel dat men vele jaren in onzekerheid verkeerde over de toekomst van de gemeenschap. Behalve door de burgemeestersdochter Lijsbeth Dries werd er geen bezit ingebracht, waardoor zeker de eerste jaren financieel moeilijke jaren waren. Een kloostergemeenschap was het aanvankelijk nog niet, omdat er geen kloostergelofte afgelegd werd en er geen kloosterregels werden gevolgd. De gemeenschap werd uitgebreid met twee priesters die onder geestelijke leiding van Strouven stonden.
In 1632 kwam Maastricht na het Beleg van Maastricht door de troepen van Frederik Hendrik van Oranje bij de Republiek der Zeven Verenigde Nederlanden.
In 1638 vond het Verraad van Maastricht plaats waarbij de minderbroeder Servatius Vinck werd geëxecuteerd en werden de minderbroeders verbannen uit de stad. Vinck was destijds de biechtvader van Strouven. Door het vertrek van de minderbroeders raakte Strouven geïsoleerd en zijn er vanaf die tijd maar weinig gegevens bekend over haar leven.
Strouven probeerde met verwoede pogingen om haar gemeenschap erkend te krijgen door de kerkelijke autoriteiten. Vlak voor haar dood in 1661 keurt de bisschop van Luik hun kloosterregels goed. De gemeenschap Calvariënberg wordt verheven tot kloosterorde met clausuur, waarbij de zusters enkel charitas mochten beoefenen binnen de kloostermuren. Strouven zou niet meer de kloostergelofte kunnen afleggen, ze overleed ongehuwd in 1661.

## Herbegrafenis relieken
In verband met de voorgenomen herbestemming van de kloosterkapel van Calvariënberg, werd besloten om de relieken van Elisabeth Strouven en haar medegezellen uit de kapel te verwijderen. Op zaterdag 23 oktober 2021 werden de vier loden kistjes met de stoffelijke resten van Elisabeth Strouven, Elisabeth Dries, Maarten Gillis en Pater Farzijn per paard en wagen in processie overgebracht naar de Onze-Lieve-Vrouwebasiliek, waar de relieken in de oostcrypte zijn herbegraven.

## Nalatenschap

### Autobiografie
Strouven is een van slechts vier vrouwen in die tijd in de noordelijke Nederlanden die een autobiografie heeft achtergelaten. De periode die ze beschrijft is voornamelijk vanaf haar jeugd tot 1633, waarna haar schrijven fragmentarisch werd. Ze schreef haar autobiografie in de periode 1638-1649. De oorspronkelijke versie van de autobiografie werd niet gepubliceerd, maar er zijn wel twee afschriften overgeleverd die waarschijnlijk door de kloosterzusters vervaardigd waren. In 1722 verscheen er een Franstalige vertaling van de autobiografie die vertaald was door een priester, waarbij bepaalde minder orthodoxe gedeelten afgezwakt zijn, zoals de legitimatie van haar handelen door goddelijke ingevingen. In 2020 verscheen een bewerking door Ad van Iterson: De moeder van de Kommel, geïllustreerd door Christiane Steffens (uitgeverij Panchaud, Amsterdam, ISBN 9789083113616).

### Onroerend erfgoed
Van het door Elisabeth Strouven gestichte Klooster Calvariënberg, dat tot 1795 als zodanig functioneerde, zijn een tweetal kloostervleugels en de kloosterkapel in enigszins gewijzigde vorm bewaard gebleven. Haar geboortehuis in de Maastrichter Brugstraat is waarschijnlijk eind negentiende eeuw gesloopt.

### Naamgeving
- In Maastricht is de Elisabeth Strouvenlaan naar haar vernoemd.
- In 1963 werd het Burgerlijk Armbestuur van Maastricht naar haar vernoemd. Het Elisabeth Strouven Fonds is een stichting die hulp en bijstand verleent om het welzijn en de ontwikkeling van de samenleving in Maastricht en omgeving te ondersteunen.[5]